# Fátima Bernardes
Pour les articles homonymes, voir Bernardes.
 (mai 2016).
Fátima Gomes Bernardes Bonemer, née le 17 septembre 1962 à Rio de Janeiro (Brésil), est une journaliste brésilienne. Présentatrice du JN, journal télévisé du soir de la principale chaîne de télévision brésilienne Rede Globo de 1998 à 2011, elle anime depuis 2012 l'émission de débat Encontro com Fátima Bernardes.

## Biographie
Elle a étudié le journalisme à l'Université fédérale de Rio de Janeiro. Elle commence à travailler pour le quotidien brésilien O Globo en 1983. En février 1987, elle rejoint la chaîne de télévision Rede Globo pour être présentatrice de nouvelles, et quelques mois après elle présente le journal régional RJTV. En mai 1989, elle assure, en collaboration avec Eliakim Araújo, la présentation du journal national de la nuit Jornal da Globo, et à partir de juillet 1989, avec le journaliste William Bonner qui deviendra son mari l'année suivante. En 2016, Bonner et Bernardes annoncent leur séparation, après 26 de mariage.
En juin 2015, elle fait parler d'elle en annonçant, par erreur, à la fin de son émission de talk-show la mort du célèbre footballeur Cristiano Ronaldo.

## Émissions de télévision
- 1987 - 1989 : RJTV
- 1989 - 1993 : Jornal da Globo
- 1993 - 1996 : Fantástico
- 1996 - 1997 : Jornal Hoje
- 1998 - 2011 : Jornal Nacional
- depuis 2012 : Encontro com Fátima Bernardes